# 王胜明
王胜明（1956年11月—），男，浙江兰溪人，中华人民共和国法学家。

## 生平
1982年，王胜明毕业于杭州大学经济系。1985年，毕业于厦门大学法律系民法专业，获得法学硕士学位。
历任全国人大法制工作委员会民法室副处长、处长、副主任、主任；兼任中国消费者协会副会长等职。后来担任全国人大法制工作委员会副主任，兼任中国法学会副会长等职。先后参与《中华人民共和国民法通则》、《中华人民共和国民事诉讼法》、《中华人民共和国行政诉讼法》、《中华人民共和国仲裁法》、《中华人民共和国著作权法》、《中华人民共和国反不正当竞争法》、《中华人民共和国商业银行法》等法律的起草及修订工作，为主要执笔人，也是《中华人民共和国合同法》的主要执笔人。
2013年3月，当选第十二届全国人大常委会委员。2018年2月24日，当选为第十三届全国人大代表。